# Scytodes quattuordecemmaculata
Scytodes quattuordecemmaculata là một loài nhện trong họ Scytodidae.
Loài này thuộc chi Scytodes. Scytodes quattuordecemmaculata được Embrik Strand miêu tả năm 1907.